# Уэлан, Роберт Льюис
Роберт Льюис Уэлан (англ. Robert Louis Whelan; 16 апреля 1912, Уоллес, Айдахо, США — 15 сентября 2001, Спокан, штат Вашингтон, США) —  прелат Римско-католической церкви, член Общества Иисуса, 2-й епископ Фэрнбакса, 1-й титулярный епископ Сикилиббы, почётный епископ Фэрнбакса.

## Биография
Роберт Льюис Уэлан родился в Уоллесе, в штате Айдахо 16 апреля 1912 года в семье Джозефа Фрэнсиса Уилана и Мэри Фрэнсис, урождённой Керн. Получив образование, он вступил в Общество Иисуса и принёс обеты. 17 июня 1944 года был рукоположен в сан священника. В 1946 году начал пасторское служение в штате Аляска. Он был назначен приходским священником в городе Джуно. В 1957 году его перевели на место настоятеля прихода святого Антония в Анкоридже.
6 декабря 1967 года римский папа Павел VI номинировал его титулярным епископом Сикилиббы и коадъютором-епископом Фэрбанкса. Епископскую хиротонию 22 февраля 1968 года совершил Его преосвященство Луиджи Раймонди, титулярный архиепископ Тарса и апостольский делегат в США, которому сослужили Его преосвященство Джон Джозеф Томас Райан, архиепископ Анкориджа и Его преосвященство Фрэнсис Дойл Глисон, епископ Фэрнбакса. 
Взошёл на кафедру Фэрнбакса 15 ноября 1968 года, когда предыдущий епископ, достигнув преклонного возраста, отправился на покой. Приступил к руководству епархией 13 февраля 1969 года. Нёс архиерейское служение в течение семнадцати лет, после чего обратился к Святому Престолу с просьбой о назначении ему преемника. 8 марта 1984 года римский папа Иоанн Павел II назначил священника-иезуита Майкла Джозефа Каницки коадъютором-епископом Фэрбанкса. 1 июня 1985 года тот же римский папа принял отставку Роберта Льюиса Уэлана, оставив за ним титул почётного епископа Фэрбанкса.
Он умер в Спокане, в штате Вашингтон 15 сентября 2001 года. Его тело перевезли и похоронили в штате Аляска.